# Вест-Кост (Нова Зеландія)
Вест-Кост (англ. West Coast, маор. Te Tai Poutini) — один з шістнадцяти регіонів Нової Зеландії, розташований вздовж західного узбережжя Південного острова. Найменший серед усіх регіонів країни за населенням (32 700 осіб) та щільністю 1.40 особи/км². Площа регіону — 23 336 км². Адміністративний центр та найбільше місто — Греймут. До складу регіону входить три округи (територіальні управління): Баллер, Грей та Вестленд.

## Географія

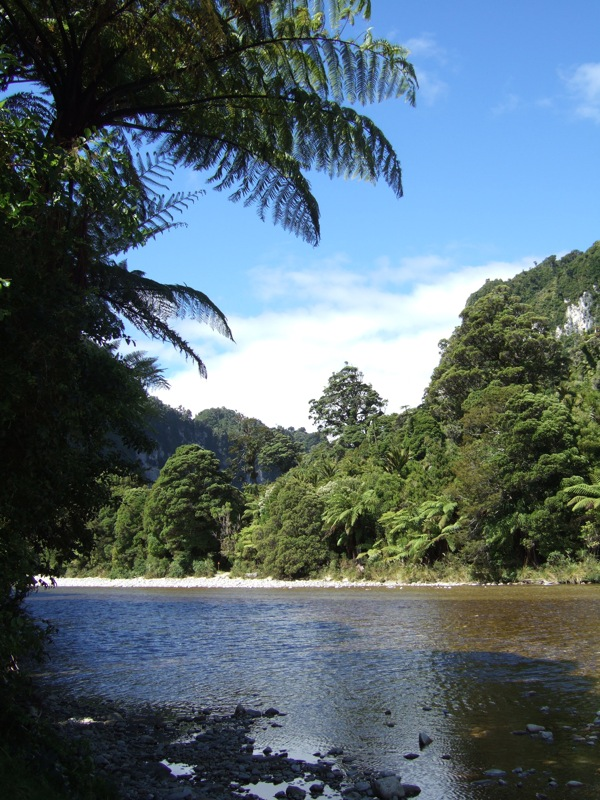
Фокс-рівер (округ Баллер)

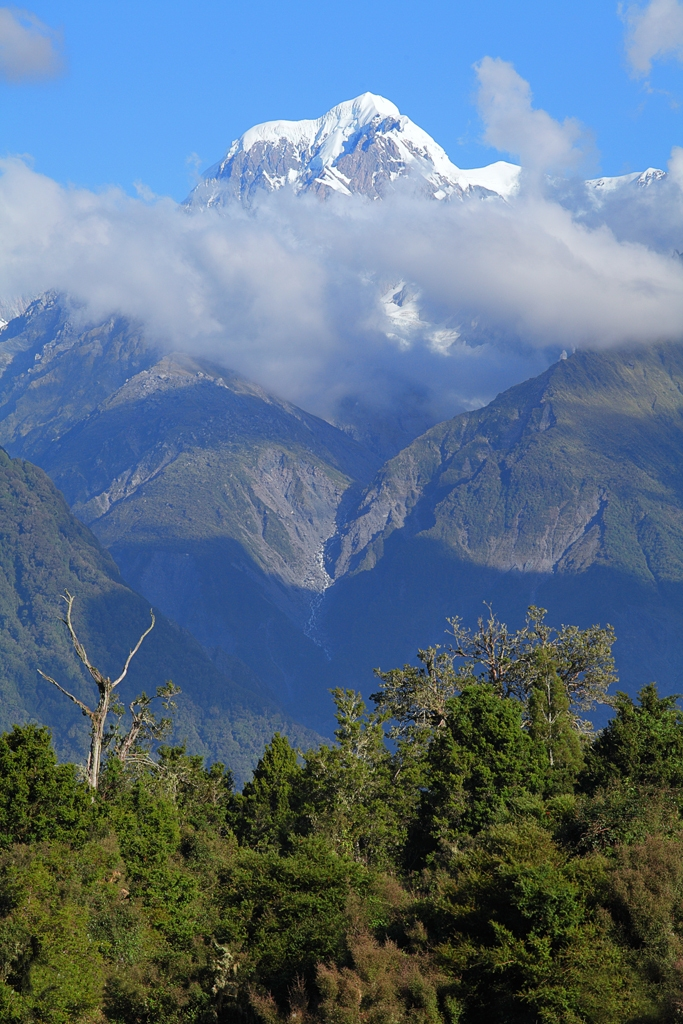
Гора Тасман (округ Вестленд)

Регіон Вест-Кост розкинувся вузькою смугою вздовж західного узбережжя Південного острова. З південного заходу на північний схід на довжину на майже шістсот кілометрів, завширшки від тридцяти до ста кілометрів. З південно-східної сторони обмежений засніженими горами Південних Альп, з північно-західного омивається Тасмановим морем Тихого океану.
На північному сході межує з регіоном Тасман, на сході — Кентербері, на півдні — Отаго, на південному заході — Саутленд.
Межі регіону проходять найвищими вершинами Нової Зеландії. Пік гори Аоракі/Кук розташований менш ніж за кілометр від Вест Кесту. Навколо Аоракі/Кук здіймаються ще двадцять трьохтисячників, більша частина з яких формує непрохідний кордон з Кентербері. З гір сповзають льодовики Фокса, Франца Йосифа.
5 найвищих вершин Нової Зеландії, на межі Вест-Кост, масив Кука:
1. Аоракі/Кук — 3,724 м н.р.м. (43°35′45″ пд. ш. 170°08′28″ сх. д. / 43.59583° пд. ш. 170.14111° сх. д.)
2. Тасман — 3,497 м н.р.м. (43°33′57″ пд. ш. 170°09′26″ сх. д. / 43.56583° пд. ш. 170.15722° сх. д.)
3. Дамп'єр[en] — 3,440 м н.р.м. (43°35′22″ пд. ш. 170°08′24″ сх. д. / 43.58944° пд. ш. 170.14000° сх. д.)
4. Ванкувер[en] — 3,309 м н.р.м. (43°35′06″ пд. ш. 170°08′30″ сх. д. / 43.58500° пд. ш. 170.14167° сх. д.)
5. Сільбергорн[en] — 3,300 м н.р.м. (43°35′47″ пд. ш. 170°09′10″ сх. д. / 43.59639° пд. ш. 170.15278° сх. д.)

За межами масиву Кука найвища вершина Айспайрінг/Тітітеа — 3,300 м н.р.м. (44°23′03″ пд. ш. 168°43′43″ сх. д. / 44.38417° пд. ш. 168.72861° сх. д., 21 за висотою в країні.
Через превалювання північно-західних вітрів в регіоні та круті гірські схили, у Вест-Кості значні опади. Протікають сотні недовгих проте повноводні річки. Найдовша 177 кілометрова річка Баллер, котра витікає з регіону Тасман (13-а найдовша річка країни, 5-а за площею басейну, потужність 429 м³/сек).
Завдяки малій заселеності регіону це одне з небагатьох місць в Новій Зеландії, де залишилася незаймана природа — недоторкані буші, первісні вологі тропічні ліси. В регіоні розташовані чотири з тринадцяти національних парків країни.
   Перелік національних парків в регіоні Вест-Кост:
- З 1960 року, 1,175 км² — Вестленд (національний парк)
- З 1964 року, 3,555 км² — Маунт Ейспірінг[en]
- З 1987 року,    306 км² — Папароа
- З 1996 року, 4,520 км² — Кагуранґі[en]*

* — частково входить до Вест-Коста

## Геологія
В східній частині Вест-Кост проходить розлом конвергентної границі між Індо-Австралійською та Тихоокеанською тектонічними плитами. Внаслідок цього часті землетруси силою до 7.2 балів.

## Економіка
Станом на березень 2013 року річний ВВП Вест-Кост становить 1.5 млрд $ (це лише 0.7 % загальнонаціональної економіки). ВВП на душу практично відповідає загальнодержавному  46 793 $ (близько 470 тис ₴/рік), (47 532 $). 
Економіка регіону має значні темпи зростання, з 2007 до 2013 ВВП зріс на 33.4 %, це вище загальнодержавного розвитку (24.5 %). 

## Населення

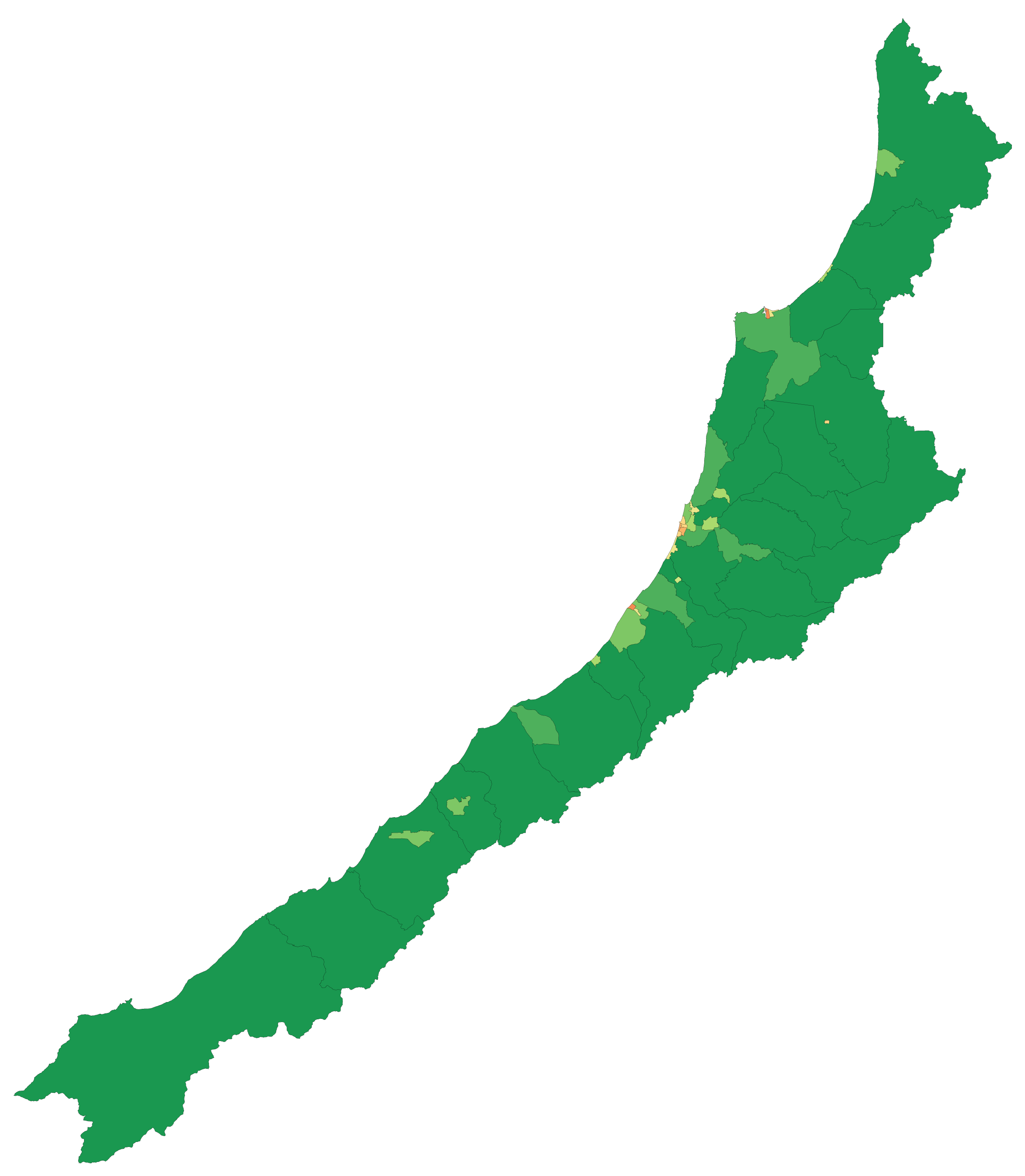
Щільність населення ^{(перепис 2006)}

Станом на середину 2013 населення Вест-Кост становить 32 700 (лише 0.73 % населення Нової Зеландії). Регіон є найменшим за чисельністю та щільністю населення в державі. Щільність лише 1.40 особи/км², це в дванадцятеро нижче загальнодержавної. 
Впродовж років регіон мав незначну позитивну динаміку приросту населення, середній приріст за останні сім років (2006—2013) близько 143 особи (+0.26 %) щороку, з них 186 осіб природного приросту та зменшення на 43 особи внаслідок міграції,  
Для мешканців Вест-Косту, як і для більшості землян характерне постійне старіння населення, середній вік впродовж останнього семиліття зріс на 2.5 років та становить 42.8 років (сер.2013). Віковий розподіл: 0-14 років — 18.7 %, 15-39 — 27.6 %, 40-64 — 36.4 % , 65+ — 17.3 %. 
Найбільші містечка регіону (пер.2013):
- 30.9 % 9,940 Греймут
- 12.1 % 3,900 Вестпорт
- 10.7 % 3,447 Хокітіка

## Адміністративний устрій
Вест-Кост є одним з 11 дворівневих регіонів Нової Зеландії. Значна частина питань вирішується на рівні територіальних управлінь — округів.
До регіону Вест-Кост входить три округи.
| Назва     | Англійська | Центр    | Площа (км2) | Населення (оц.2013-07-01) |   | Щільність осіб/км² |
| --------- | ---------- | -------- | ----------- | ------------------------- | - | ------------------ |
| Грей      | Grey       | Греймут  | 3,516       | 13 371                    | ▲ | 3.80               |
| Баллер    | Buller     | Вестпорт | 7,955       | 10 473                    | ▲ | 1.32               |
| Вестленд  | Westland   | Хокітіка | 11 880      | 8,307                     | ▼ | 0.70               |
| Вест-Кост | West Coast | Греймут  | 23 351      | 32 148                    | ▲ | 1.40               |